# Manal al-Sharif
Pour les articles homonymes, voir Sharif.
Manal al-Sharif, née le 25 avril 1979 à La Mecque, est une militante féministe saoudienne.

## Biographie
Elle naît dans une famille pauvre à la Mecque et fait des  études pour devenir spécialiste en sécurité dans la société Aramco.
Manal al-Sharif est informaticienne de métier. Elle lance en 2011 un mouvement pour le droit des femmes à conduire, Woman2drive. Elle publie une vidéo d'elle conduisant afin de promouvoir sa campagne. La vidéo est postée sur YouTube et Facebook. En réaction, les autorités saoudiennes détiennent brièvement Al-Sharif le 21 mai puis l'interpellent à nouveau le lendemain. Le 30 mai, elle est libérée sous caution avec comme condition qu'elle s'engage à se rendre à des interrogatoires ultérieurs, qu'elle ne conduise pas, et qu'elle ne parle pas aux médias.
Le New York Times et Associated Press ont fait un rapprochement entre la campagne pour la conduite féminine et le mouvement global des révoltes arabes, la longue durée de détention d'Al-Sharif et la crainte de manifestations des autorités saoudiennes.
Elle part après son emprisonnement vivre en Australie. Le roi Salmane autorise fin septembre 2017  la délivrance de permis de conduire pour les femmes.
Elle mène ensuite campagne pour abolir le système de tutelle masculine sur les femmes en Arabie Saoudite.
Elle publie un livre Daring to driving (Oser conduire) qu’elle présente au salon du livre de Francfort en octobre 2017. Le livre est publié en novembre 2017 en arabe.